# Самсон, Роберт Арчибальд
Роберт Арчибальд Самсон (нидерл. Robert Archibald Samson, род. 1946) — нидерландский миколог, специалист по систематике грибов из родства Penicillium и Aspergillus, а также по грибам в помещениях и на пищевых продуктах.

## Биография
С 1970 года работает в Центральном бюро грибных культур (в настоящее время — Институт грибного биоразнообразия Вестердейк) Нидерландской королевской академии наук.
В 1974 году защитил диссертацию доктора философии в Утрехтском университете. В работе рассматривал систематику Paecilomyces и морфологически сходных грибов (впоследствии отнесённых к родам Cordyceps, Purpureocillium и другим).
В 1975 году стал обладателем научной стипендии НАТО, занимался исследованиями в Техасском университете в Остине, Флоридском университете, Индианском университете в Блумингтоне.
В 2001 году Самсон стал обладателем Награды имении Дж. Роджера Портера Федерации коллекций культур США и Микологического общества Америки.
В 2002 году назначен адъюнкт-профессором фитопатологии на факультете сельского хозяйства Университета Касетсарт в Бангкоке. С 2009 года — приглашённый профессор Института химической и биологической технологии Нового Лиссабонского университета.
В 2009 году стал почётным доктором сельскохозяйственных наук Шведского сельскохозяйственного университета в Уппсале.
Член Британского микологического общества и Микологического общества Америки, почётный член Микологического общества Америки и Венгерского общества микробиологии.
Автор и соавтор целого ряда работ по грибному разнообразию помещений, а также по систематике и разнообразию родов Aspergillus и Penicillium. Один из создателей монографии рода Talaromyces, в который вошла большая часть видов, ранее относимых к Penicillium.

## Некоторые публикации
- Frisvad J. C., Samson R. A. Phylogeny of Penicillium and the segregation of Trichocomaceae into three families // Studies in Mycology. — 2011. — Vol. 70. — P. 1—51.
- Samson R. A., Yilmaz N., Houbraken J. et al. Phylogeny and nomenclature of the genus Talaromyces and taxa accommodated in Penicillium subgenus Biverticillium // Studies in Mycology. — 2011. — Vol. 70. — P. 159—183.
- Samson R. A., Houbraken J., Summerbell R. C. et al. Common and important species of fungi and actinomycetes in indoor environments // Microorganisms in home and indoor work environments. — 2011. — P. 321—511.
- Samson R. A., Visagie C. M., Houbraken J. et al. Phylogeny, identification and nomenclature of the genus Aspergillus // Studies in Mycology. — 2014. — Vol. 78. — P. 141—173.

## Грибы, названные именем Р. Самсона
- Rasamsonia Houbraken & Frisvad, 2011
- Samsoniella Mongkols. et al., 2018
- Penicillium robsamsonii Frisvad & Houbraken, 2016
- Penicillium samsonianum L.Wang et al., 2016
- Penicillium samsonii Quintan., 1985 — Talaromyces minioluteus (Dierckx) Samson et al., 2011
- Rubikia samsonii H.C.Evans & Minter, 1985